# Esenbeckia pumila
Esenbeckia pumila är en vinruteväxtart som beskrevs av Johann Baptist Emanuel Pohl. Esenbeckia pumila ingår i släktet Esenbeckia och familjen vinruteväxter. Inga underarter finns listade i Catalogue of Life.